# غرسنية هندية
الغرسنية الهندية و تعرف أيضا بالكوكم (الاسم العلمي: Garcinia indica) هي نوع من النباتات تتبع جنس الغرسنية من فصيلة الكلوزية. نبتة ذو فاكهة تستعمل في الطبخ، الصناعات الدوائية والصناعات الأخرى. موطن الغرسنية الهندية الأصلي هو غاتس الغربية في الهند على طول الساحل الغربي للبلاد. 17 من أصل 35 صنف من النباتات الموجودة في الهند هي نبات واطن. منها سبعة متوطنة في غاتس الغربية و ستة في جزائر أندامان ونيكوبار بالإضافة إلى أربعة في الشمال الشرقي للبلاد.
توجد الغرسنية الهندية في الغابات، جوانب الأنهار والأراضي الخربة. تفضل تلك النباتات الغابات دائمة الخضرة، ولكن أحيانا يمكن أن تنمو في المناطق القليلة الأمطار. إضافة إلى ذلك تزرع النبتة على نطاق صغير ولاتتطلب الري أو بخ مبيدات الحشرات أو الأسمدة.